# Bezirk Rostock

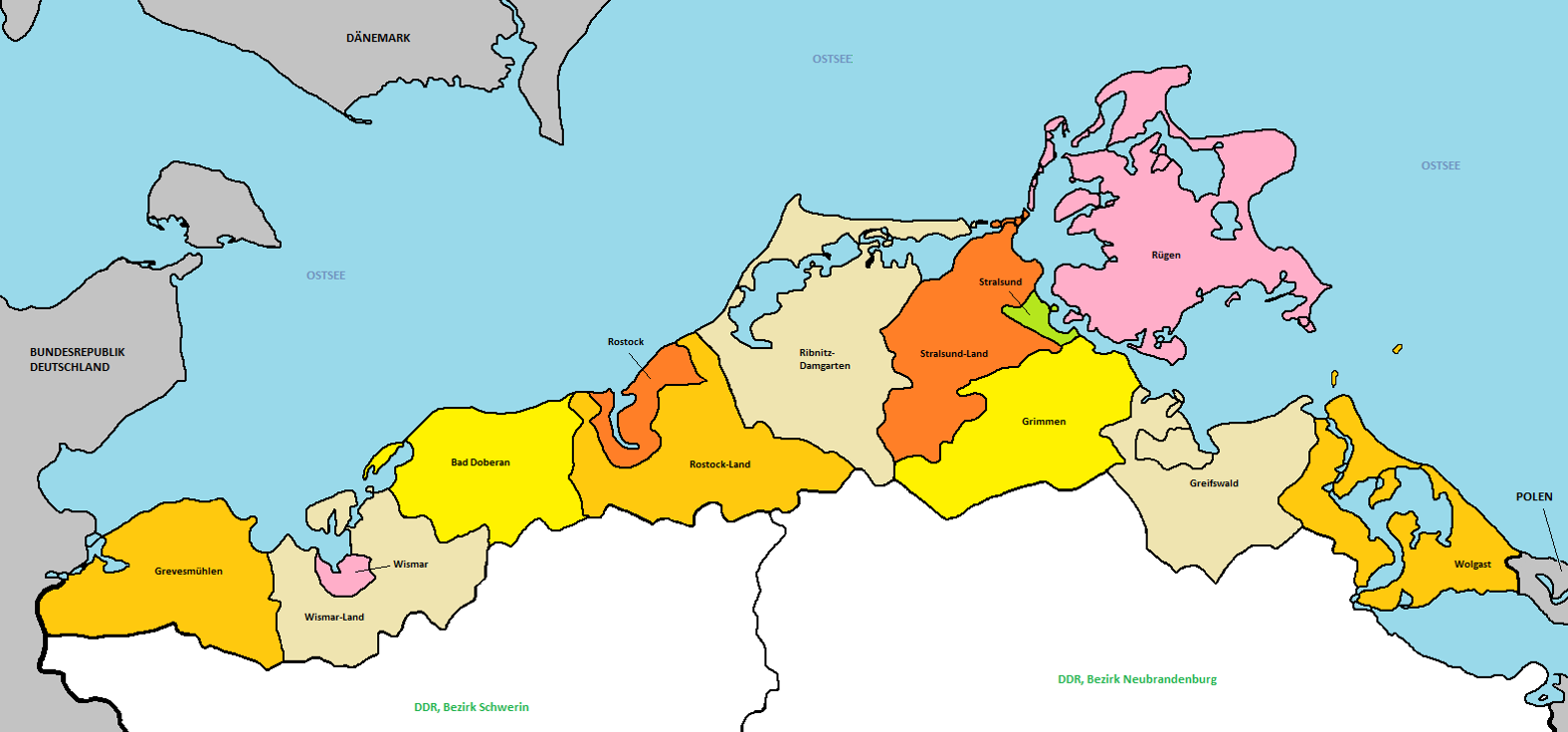
Kreise und Stadtkreise (1957)

Der Bezirk Rostock, inoffiziell auch Ostseebezirk genannt, wurde im Zuge der Verwaltungsreform von 1952 in der Deutschen Demokratischen Republik als einer von insgesamt 14 Bezirken eingerichtet. Er vereinigte die ostseenahen Gebiete des aufgelösten Landes Mecklenburg (der Landesteil Vorpommern war 1947 aus dem Namen entfernt worden), womit er nahezu die gesamte Ostseeküste der DDR umfasste (ein Teil der Küstenlinie des Stettiner Haffs gehörte zum Bezirk Neubrandenburg). Der Rostocker Bezirk führte kein Wappen, gelegentlich wurde jedoch das Stadtwappen der Stadt Rostock als Symbol für den Bezirk verwendet. Mit der Wiedererrichtung der Länder durch die deutsche Wiedervereinigung am 3. Oktober 1990 wurde der Bezirk Rostock erneut Teil von Mecklenburg-Vorpommern.

## Verwaltungsgliederung
Der Bezirk umfasste die Stadtkreise
- Rostock
- Greifswald (ab dem 1. Januar 1974)
- Stralsund
- Wismar

sowie folgende Kreise:
- Kreis Bad Doberan
- Kreis Bergen (bis zum 31. Dezember 1955)
- Kreis Greifswald
- Kreis Grevesmühlen
- Kreis Grimmen
- Kreis Putbus (bis zum 31. Dezember 1955)
- Kreis Ribnitz-Damgarten
- Kreis Rostock-Land
- Kreis Rügen (ab dem 1. Januar 1956)
- Kreis Stralsund
- Kreis Wismar-Land
- Kreis Wolgast

## Verwaltungs- und Parteichefs

### Vorsitzende des Rates des Bezirkes
- 1952–9999: Erhard Holweger (1911–1976)
- 1952–1959: Hans Warnke (1896–1984)
- 1959–1961: Harry Tisch (1927–1995)
- 1961–1969: Karl Deuscher (1917–1993)
- 1969–1986: Willy Marlow (1928–2007)
- 1986–1989: Eberhard Kühl (* 1936)
- 1989–1990: Götz Kreuzer (* 1940)
- 1990–9999: Hans-Joachim Kalendrusch (Regierungsbevollmächtigter)

### Erste Sekretäre derSED-Bezirksleitung
- 1952–1961: Karl Mewis (1907–1987)
- 1962–1975: Harry Tisch (1927–1995)
- 1975–1989: Ernst Timm (1926–2005)
- 1989–1990: Ulrich Peck (* 1948)

## Einwohnerentwicklung
- 1961: 831.900
- 1964: 834.593
- 1971: 859.415
- 1981: 889.121
- 1989: 916.500

## Film
- DDR-Magazin 1978/12: Der Ostseebezirk Rostock (DEFA-Studio für Dokumentarfilme, Regie: Joachim Tschirner, 1978)[2]